# Липартелиани, Этери
Этери Липартелиани (груз. ეთერ ლიპარტელიანი,; род. 23 сентября 1999) — грузинская дзюдоистка, выступающая в весовой категории до 57 кг. Двукратная чемпионка мира 2025 года. Чемпионка III Европейских игр, двукратная чемпионка Европы 2021 и 2025 годов, призёр чемпионата мира 2023 года, призёр чемпионатов Европы по дзюдо. Участница летних Олимпийских игр 2020 и 2024 годов.

## Биография
Этери Липартелиани родилась 23 сентября 1999 года. Племянница дзюдоиста Сосо Липартелиани.

## Карьера
В 2021 году на чемпионате Европы в Лиссабоне завоевала золотую медаль в составе грузинской сборной в смешанном командном турнире.
Летом 2021 года приняла участие в летних Олимпийских играх, которые состоялись в Токио. В весовой категории до 57 кг в схватке за бронзовую медаль, куда смогла пробиться через утешительные поединки, уступила японке Цукасе Ёсиде.
В 2022 году в Софии на чемпионате Европы в категории до 57 кг стала обладательницей бронзовой медали. В схватке за третье место победила соперницу из Чехии Веру Земанову.
На III Европейских играх, которые состоялись в Польше в 2023 году, в составе грузинской сборной выиграла золотую медаль в смешанном командном турнире. В этом же году на чемпионате мира в Дохе завоевала серебро в командном турнире.
В апреле 2024 года, в Загребе на чемпионате Европы в категории до 57 кг и завоевала бронзовую медаль. В схватке за третье место одолела соперницу из Сербии Марицу Перишич. В смешанном командном соревновании в составе Грузии завоевала серебро.
В июле 2024 года принимала участие в летних Олимпийских играх в Париже. В весовой категории до 57 кг во второй раз в карьере уступила в поединке за бронзовую медаль спортсменке из Франции Саре-Леони Сизик.
В апреле 2025 года на чемпионате Европы в Подгорице в категории до 57 кг завоевала серебряную медаль. В финальной схватке уступила сопернице из Германии Сейе Бальхаус.
В июне 2025 года на чемпионате мира в Будапеште в весовой категории до 57 кг завоевала золотую медаль. В схватке за титул одолела соперницу из Японии Момо Тамаоку. Этери стала первой грузинской женщиной чемпионкой мира по дзюдо. В командном соревновании в составе Грузии также выиграла золотую медаль. 